# CFD Réseau d'Indre-et-Loire nord
Ne doit pas être confondu avec CFD Réseau d'Indre-et-Loire sud.
Le Réseau d'Indre et Loire nord de la compagnie de chemins de fer départementaux (CFD), comprend deux lignes construites à voie métrique. Il est situé dans la partie nord du département d'Indre-et-Loire, et a été mis en service en 1886 et fermé en 1949.

## Lignes
Il comprenait les lignes suivantes :
- Port-Boulet - Neuillé-Pont-Pierre, d'une longueur de 64 km, voie ouverte le 10 mars 1885 ;
- Neuillé-Pont-Pierre - Château-Renault, (39 km)[1],  ouverture le 1er juillet 1885 ;
- Rillé-Hommes - Fondettes, de 26 km de long, voie ouverte le 18 août 1907[2].

Le centre du réseau et les ateliers se trouvaient à Neuillé-Pont-Pierre.
Les lignes ferment aux dates suivantes :
- le 1er août 1949, Neuillé-Pont-Pierre - Château-Renault, (trafic voyageur) ;
- le 17 août 1949, Rillé - Hommes - Fondettes et  Neuillé-Pont-Pierre - Port-Boulet, (trafic voyageur) ;
- le 1er octobre 1949, le réseau cesse toute activité, arrêt du trafic marchandise.

## Gares de Jonctions
Le réseau possédait les gares de jonction suivantes :
- Gare de Port-Boulet : avec le PO puis la SNCF
- Gare de Château-la-Vallière : avec le PO puis la SNCF [3]
- Gare de Neuillé-Pont-Pierre : avec le PO puis la SNCF
- Gare de Château-Renault : avec le PO puis la SNCF
- Gare de Fondettes :  avec la Compagnie des tramways de Tours

## Matériel roulant
Matériel livré à l'origine:
- Matériel moteur

8 locomotives à vapeur type 030t, de 12 tonnes à vide N° 1 à 8
- Matériel remorqué
- voitures voyageurs

6 voitures à un compartiment de 1re et deux de 2e classe type AB
14 voitures à trois compartiments de 3e classe type C
Ces voitures étaient à 2 essieux et portières-latérales 
- fourgons à bagages: 10 unités
- wagons de marchandises

16 wagons couverts
21 wagons tombereaux
40 wagons plats
15 wagons plats à traverse pivotante
1  wagon grue